# Chromonema
Als Chromonema (Plural Chromonemen; von altgriechisch χρῶμα chrōma „Farbe“ und νῆμα nẽma „Faden, Garn“) bezeichnet man die kleinste noch lichtmikroskopisch auflösbare Struktur des Chromatins im Chromatid. Es weist eine fädige Längsstruktur auf. Sie wurde 2023 genauer aufgeklärt. Verschiedene experimentelle Ansätze, darunter die Chromosomen-Konformationserfassung (Hi-C) an isolierten mitotischen Chromosomen, die Polymermodellierung, die Analyse von Schwesterchromatid-Austauschen und Oligo-FISH-markierten Regionen mit Hilfe der super-auflösenden Mikroskopie, lieferten Nachweise für die Spiralbildung des Chromonemas.